# Primera División 1931 (Uruguay)
Het seizoen 1931 van de Primera División was het 28e seizoen van de hoogste Uruguayaanse voetbalcompetitie, georganiseerd door de Asociación Uruguaya de Football. Dit was het eerste seizoen sinds 1929; in 1930 werd de Primera División niet georganiseerd omdat Uruguay gastland was van het wereldkampioenschap voetbal. Dit was de laatste editie van de Primera División als amateurcompetitie. Vanaf volgend seizoen werd het een professionele competitie.

## Teams
Er namen twaalf ploegen deel aan de Primera División tijdens het seizoen 1931. Elf ploegen wisten zich vorig seizoen te handhaven en Racing Club de Montevideo promoveerde vanuit de Divisional Intermedia. Zij kwamen in de plaats van de gedegradeerde clubs CA Cerro, Colón FC en Liverpool FC. De competitie telde dus twee ploegen minder dan in 1929.
| Club                      | Stad       | Stadion                | Vorig seizoen |
| ------------------------- | ---------- | ---------------------- | ------------- |
| CA Bella Vista            | Montevideo | Parque Bella Vista     | 9e            |
| CA Capurro                | Montevideo | Parque Narancio        | 7e            |
| Central FC                | Montevideo | Parque Fraternidad     | 11e           |
| CA Defensor               | Montevideo | Parque Ricci           | 3e            |
| Misiones FC               | Montevideo | Parque Chaná           | 8e            |
| Montevideo Wanderers FC   | Montevideo | Estadio Belvedere      | 6e            |
| Club Nacional de Football | Montevideo | Gran Parque Central    | 2e            |
| Olimpia FC                | Montevideo | Olimpia Park           | 5e            |
| CA Peñarol                | Montevideo | Estadio de los Pocitos | 1e            |
| Racing Club de Montevideo | Montevideo | Cancha Reducto         | 1e (Int.)     |
| Rampla Juniors FC         | Montevideo | Parque Nelson          | 4e            |
| IA Sud América            | Montevideo | Las Acacias            | 10e           |

## Competitie-opzet
Alle deelnemende clubs speelden tweemaal tegen elkaar (thuis en uit). De ploeg met de meeste punten werd kampioen.
CA Peñarol was titelverdediger. Zij hadden de laatste twee seizoenen de competitie gewonnen en hadden de wisselbeker voor de landskampioen mogen houden bij een derde titel op rij. Hier slaagden ze echter niet in: Peñarol werd uiteindelijk vierde. De landstitel ging naar Montevideo Wanderers FC. Het was (na 1906 en 1909) de derde titel voor de Bohemios. Net als in 1906 behaalden ze het kampioenschap ongeslagen: Wanderers won zeventien wedstrijden en speelde de overige vijf gelijk. Naaste belager Club Nacional de Football kwam niet tegen ze tot scoren (0–0 en 1–0). Nacional eindigde uiteindelijk als tweede met drie punten minder. De derde plaats was voor Rampla Juniors FC.
De Primera División werd vanaf volgend jaar een professionele competitie. Bij de gesprekken die daarover werden gevoerd waren acht clubs uit de competitie uitgenodigd; CA Capurro Misiones FC, Olimpia FC en Racing Club de Montevideo ontbraken. Het standpunt van de meeste ploegen was dat Capurro en Olimpia zouden moeten fuseren, net als Misiones en Racing. Dat eerste gebeurde ook: de ploegen gingen samen verder onder de naam CA River Plate. Later werd ook Racing toegelaten tot de professionele Primera División. Dit betekende dat Misiones degradeerde, ondanks dat ze in de middenmoot waren geëindigd (zesde, hun beste eindklassering tot dan toe).

### Kwalificatie voor internationale toernooien
Dit seizoen waren er geen internationale bekers waar Uruguayaanse clubs zich voor kwalificeerden. De Copa Ricardo Aldao (afgekort tot Copa Aldao) die sinds 1913 onregelmatig werd betwist tussen de landskampioenen van Argentinië en Uruguay, werd dit jaar niet gespeeld.

### Eindstand
|     | Club                      | Sp. | W  | G | V  | Pnt. | DV | DT | DS  |
| --- | ------------------------- | --- | -- | - | -- | ---- | -- | -- | --- |
| 01. | Montevideo Wanderers FC   | 22  | 17 | 5 | 0  | 39   | 45 | 10 | +35 |
| 2.  | Club Nacional de Football | 22  | 15 | 6 | 1  | 36   | 49 | 13 | +36 |
| 3.  | Rampla Juniors FC         | 22  | 14 | 3 | 5  | 31   | 36 | 23 | +13 |
| 4.  | CA Peñarol                | 22  | 9  | 8 | 5  | 26   | 29 | 15 | +14 |
| 5.  | Central FC                | 22  | 7  | 9 | 6  | 23   | 28 | 24 | +4  |
| 6.  | Misiones FC               | 22  | 9  | 4 | 9  | 22   | 27 | 37 | –10 |
| 7.  | CA Defensor               | 22  | 8  | 4 | 10 | 20   | 33 | 29 | +4  |
| 8.  | IA Sud América            | 22  | 5  | 9 | 8  | 19   | 19 | 20 | –1  |
| 9.  | CA Bella Vista            | 22  | 5  | 8 | 9  | 18   | 22 | 34 | –12 |
| 10. | Racing Club de Montevideo | 22  | 3  | 7 | 12 | 13   | 22 | 36 | –14 |
| 11. | Olimpia FC                | 22  | 3  | 3 | 16 | 9    | 29 | 59 | –30 |
| 12. | CA Capurro                | 22  | 2  | 2 | 18 | 6    | 19 | 50 | –31 |

### Legenda
| Kleur | Kwalificatie voor                   |
| ----- | ----------------------------------- |
|       | Primera División 1932 als fusieclub |
|       | Divisional Intermedia 1932          |

| Winnaar Primera División 1931    |
| -------------------------------- |
| Montevideo Wanderers FC 3e titel |

#### Topscorer
Pedro Duhart en Conduelo Píriz van Nacional deelden de topscorerstitel met elk acht treffers.
| №  | Speler         | Club(s)                   | Goals |
| -- | -------------- | ------------------------- | ----- |
| 1. | Pedro Duhart   | Club Nacional de Football | 8     |
| 1. | Conduelo Píriz | Club Nacional de Football | 8     |

1900 · 1901 · 1902 · 1903 · 1904 · 1905 · 1906 · 1907 · 1908 · 1909 · 1910 · 1911 · 1912 · 1913 · 1914 · 1915 · 1916 · 1917 · 1918 · 1919 · 1920 · 1921 · 1922 · 1923 · 1924 · 1925 · 1926 · 1927 · 1928 · 1929 · 1930 · 1931 · 1932 · 1933 · 1934 · 1935 · 1936 · 1937 · 1938 · 1939 · 1940 · 1941 · 1942 · 1943 · 1944 · 1945 · 1946 · 1947 · 1948 · 1949 · 1950 · 1951 · 1952 · 1953 · 1954 · 1955 · 1956 · 1957 · 1958 · 1959 · 1960 · 1961 · 1962 · 1963 · 1964 · 1965 · 1966 · 1967 · 1968 · 1969 · 1970 · 1971 · 1972 · 1973 · 1974 · 1975 · 1976 · 1977 · 1978 · 1979 · 1980 · 1981 · 1982 · 1983 · 1984 · 1985 · 1986 · 1987 · 1988 · 1989 · 1990 · 1991 · 1992 · 1993 · 1994 · 1995 · 1996 · 1997 · 1998 · 1999 · 2000 · 2001 · 2002 · 2003 ·  2004 · 2005 · 2005/06 · 2006/07 · 2007/08 · 2008/09 · 2009/10 · 2010/11 ·  2011/12 · 2012/13 · 2013/14 · 2014/15 · 2015/16 · 2016 · 2017 · 2018 · 2019 · 2020 · 2021 · 2022 · 2023